# Ebersbach-Musbach
Ebersbach-Musbach é um município da Alemanha, no distrito de Ravensburg, na região administrativa de Tubinga, estado de Baden-Württemberg.